# Messerschmitt Me 261
O Messerschmitt Me 261 Adolfine foi um avião de longo alcance de reconhecimento aéreo, desenvolvido no final dos anos 30. Tinha o aspecto de ser um Messerschmitt Bf 110 alongado. Três exemplares foram construídos, porém a aeronave não entrou em produção.